# トロンボーンとコントラバスのための二重奏曲
トロンボーンとコントラバスのための二重奏曲（Duett for trombone and double bass）は、エドワード・エルガーが作曲した室内楽曲。

## 作曲の経緯
この作品はエルガーがおよそ4年前に婚約していたヘレン・ウィーヴァーの兄弟であるフランク・ウィーヴァーの結婚を記念する贈り物として作曲され、1887年8月1日にファニー・ジョーンズと結婚した彼へと贈られた。ウィーヴァーはエルガーよりも1歳年長で、ブーツを製造しアマチュアのコントラバス奏者だった。一方、エルガーはトロンボーンを演奏することができた。フランクとヘレンの父であるウィリアム・ウィーヴァーはウスターのハイ・ストリートで靴の販売業を営んでおり、彼の店はエルガーの父が経営する音楽店の向かいに位置していた。
手稿譜がフランク・ウィーヴァーの息子の1人に受け継がれており、1970年になってロドニー・スラットフォード（Rodney Slatford）からヨーク・エディションとして出版された。

## 楽曲構成
アレグレット、ロ長調、49小節からなる二重奏曲である。フーガの形を取っており、コントラバスによって提示される主題をトロンボーンが4度上で模倣する。